# (177614) 2004 HK33
2004 إتش كي 33 (ويعرف أيضًا باسم (177614) 2004 إتش كي 33 وفق تسمية الكوكب الصغير) (بالإنجليزية: 2004 HK33)‏ هو كويكب ضمن حزام الكويكبات؛ وترتيبه 177614 من حيث الاكتشاف.
اكتُشف هذا الجُرم الفلكي بواسطة بحث لنكولن عن الكويكبات القريبة من الأرض في 21 أبريل 2004.

## وصلات خارجية
- (177614) 2004 HK33 في قاعدة بيانات مختبر الدفع النفاث لأجرام النظام الشمسي الصغيرة

- الاكتشاف · مخطط المدار ·  العناصر المدارية · المعلمات المادية

- (177614) 2004 HK33 على موقع ويكي سكاي: DSS2, SDSS, GALEX, IRAS, Hydrogen α, X-Ray, Astrophoto, Sky Map, Articles and images